# Carl Hermann Bitter
Carl Hermann Bitter,  född 27 februari 1813 i Schwedt, död 12 september 1885 i Berlin, var en preussisk politiker och musikhistoriker.
Bitter var 1856–60 preussiskt ombud i den europeiska Donaukommissionen i Galați och innehade därefter olika befattningar inom den preussiska provinsförvaltningen. Under det fransk-tyska kriget var han bland annat en tid prefekt i departementet Vosges och sedermera civilkommissarie i Nancy. Efter freden utnämndes han till regeringspresident 1872 i Schleswig och 1876 i Düsseldorf, blev 1877 understatssekreterare i inrikesministeriet samt i juli 1879 preussisk finansminister och medlem av förbundsrådet. 
I denna ställning medverkade han under tre år som Otto von Bismarcks villiga verktyg till det protektionistiska systemets införande i Tyskland och försökte öka de indirekta skatterna genom tobaksmonopol, höjda brännvins- och maltskatter samt börsskatt. Han genomdrev Hamburgs inträde i tyska tullområdet och bidrog till att staten övertog de större preussiska enskilda järnvägarna samt lyckades återställa jämvikten i Preussens budget. Oenighet med Bismarck förmådde honom att avgå 1882 efter tobaksmonopolets strandande. 
Bitter gjorde sig även ett namn genom flera märkliga musikhistoriska arbeten, däribland  Johann Sebastian Bach (två band, 1865; andra upplagan 1881), Carl Philipp Emanuel Bach, Wilhelm Friedemann Bach und deren Brüder (två band, 1868) och Beiträge zur Geschichte des Oratoriums (1872). Hans mindre arbeten utgavs 1885 som Gesammelte Schriften.